# Cheiridium capense
Espèce
Cheiridium capense est une espèce de pseudoscorpions de la famille des Cheiridiidae.

## Distribution
Cette espèce est endémique de la province du Nord-Ouest en Afrique du Sud. Elle se rencontre vers Mahikeng.

## Description
Le mâle holotype mesure 1,1 mm

## Étymologie
Son nom d'espèce, composé de cap et du suffixe latin -ense, « qui vit dans, qui habite », lui a été donné en référence au lieu de sa découverte, la province du Cap.

## Publication originale
- Beier, 1970 : Zur Kenntnis der afrikanischen Arten der Gattung Cheiridium Menge. Annalen des Naturhistorischen Museums in Wien, vol. 74, p. 57-61 (texte intégral).